# بر بوم زمان (اپیزود دوم)
بر بوم زمان (اپیزود دوم) فیلمی به کارگردانی  و نویسندگی محمدتقی راوندی ساختهٔ سال ۱۳۸۲ است.

## بازیگران
- محمد ابراهیم زاده
- یوسف پشندی
- حسین منجم زاده